# David Blaine

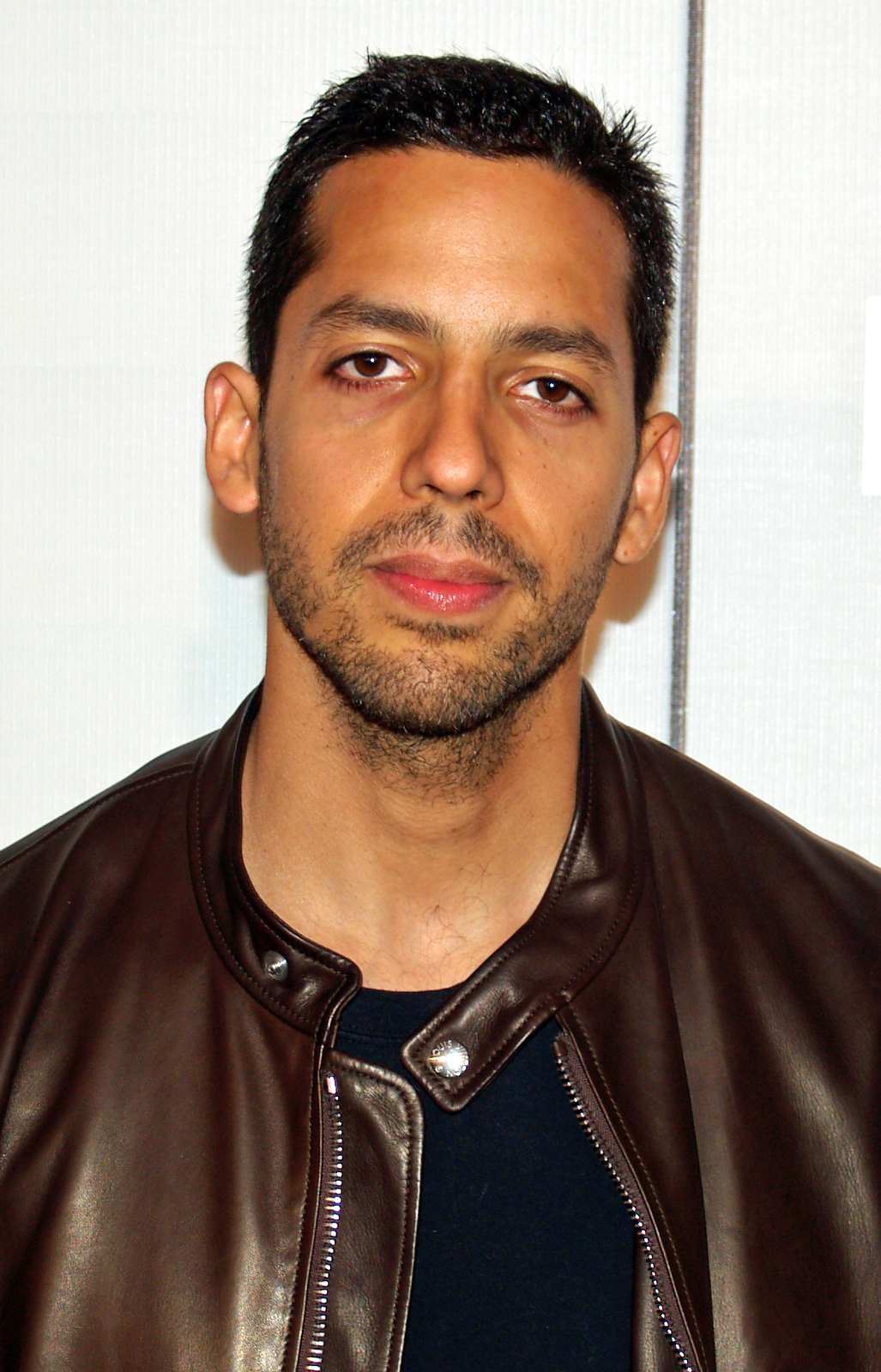
David Blaine (2008)

David Blaine (* 4. April 1973 in Brooklyn, New York City, als David Blaine White) ist ein US-amerikanischer Aktions- und Zauberkünstler.
Seine Spezialgebiete sind einerseits die Closeup-Zauberei, eine Form der Magie, die im direkten Kontakt mit den Zuschauern vollbracht wird, und andererseits spektakuläre Stunts und Sensationsnummern, die an die Grenzen seiner physischen und psychischen Belastbarkeit gehen.

## Anfänge
Sein Vater ist zur Hälfte Puerto-Ricaner und seine Mutter russisch-jüdischer Abstammung.
Blaine begann seine Karriere mit der Zauberei auf den Straßen New Yorks. Dort zeigte er Passanten u. a. Zaubereien mit Karten, Münzen und Geldscheinen, aber auch die Illusion von Telepathie und Levitation. Gefilmt von einem kleinen Kamerateam, legten diese Vorführungen den Grundstein für mehrere erfolgreiche Fernsehshows, wie beispielsweise David Blaine: Street Magic (1996) oder David Blaine: Magic Man (1998).
Im Laufe seines Werdeganges wandte er sich immer öfter spektakulären Stunts und Sensationsnummern zu, die mit konventioneller Zauberkunst wenig zu tun haben, sondern eher das Potenzial des menschlichen Willens demonstrieren sollen. Blaine ist Gründungsmitglied des Conjuring Arts Research Center, das sich der wissenschaftlichen Erforschung und Dokumentation von historischer Zauberkunst widmet.

## Aktionen

### Buried Alive (1999)
Am 5. April 1999 ließ sich Blaine in einem gläsernen Sarg in einer Grube versenken, die vor einem von Donald Trumps Bürogebäuden in New York ausgehoben wurde. In diesem „Grab“ verbrachte er sieben Tage ohne offensichtliche Zufuhr von Luft oder Lebensmitteln. Passanten konnten ihn hier 24 Stunden am Tag durch den gläsernen Sargdeckel beobachten. Mit diesem Spektakel wollte Blaine an entsprechende Stunts von Harry Houdini anknüpfen.

### Frozen in Time (2000)
Am 27. November 2000 ließ sich David Blaine am Times Square in New York in einen Block aus Eis einschließen. Von außen durch Schläuche mit Wasser und Frischluft versorgt und mit einem Blasenkatheter versehen, verbrachte er auf diese Weise 61 Stunden, 40 Minuten und 15 Sekunden, stehend und wach. Der weitestgehend durchsichtige Eisblock war auf einem Podest aufgebaut, unter dem man hindurchsehen konnte, um Skeptikern zu beweisen, dass Blaine tatsächlich die volle Zeit im Eis verbrachte. Eigenen Aussagen nach konnte er selbst einen Monat nach diesem Stunt noch nicht wieder normal laufen. Mit dieser Aktion stellte Blaine einen Weltrekord auf, der allerdings Ende 2009 vom israelischen Zauberkünstler Hezi Dean gebrochen wurde.

### Vertigo (2002)
Am 22. Mai 2002 stellte sich Blaine im New Yorker Bryant Park auf eine 90 Fuß (ca. 27 m) hohe Säule und blieb dort auf einer im Durchmesser nur 22 Zoll (ca. 56 cm) messenden Plattform ohne Nahrung oder Sicherung die nächsten 35 Stunden stehen. Am Ende dieser Aktion sprang er schließlich von der Säule in einen 12 Fuß (3,7 m) hohen Stapel aus Pappkartons.

### Above the Below (2003)

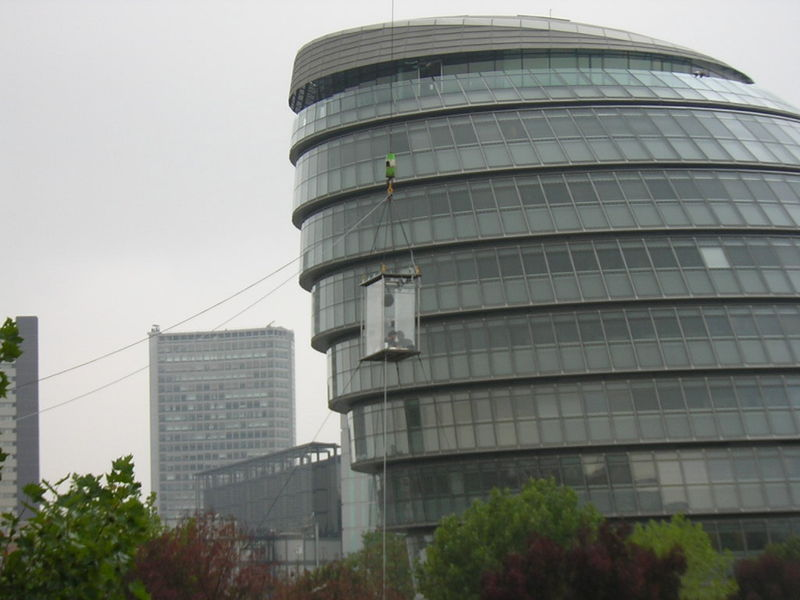
David Blaine in der Zelle am 3. Oktober 2003

Am 5. September 2003 begann Blaines umstrittenste Aktion: In einer durchsichtigen „Zelle“ (der Ausmaße 2,1 m × 2,1 m × 0,9 m), die in neun Meter Höhe im Potters Fields Park am südlichen Ufer der Themse in London aufgehängt wurde, verbrachte er 44 Tage ohne Nahrung, nur versorgt mit Wasser. Mittels einer Webcam war es möglich, Blaine durchgehend zu beobachten.
Zwar waren die meisten Beobachter friedlich und zurückhaltend, doch erlangte dieser Stunt einiges Medienaufsehen durch feindselige und provozierende Aktionen Einzelner. So wurde die Kunststoffkiste mit Eiern, Zitronen, Würstchen, Speck, Flaschen, Farbbeuteln und dergleichen beworfen, und, um Aufsehen zu erregen, organisierte eine britische Zeitung einen ferngesteuerten Minihubschrauber, der einen Hamburger rund um die Kiste flog.
Ein Mann wurde festgenommen, als er versuchte, die Versorgungsleitungen zu der Kiste zu kappen, und zahlreiche Passanten zeigten Blaine ihre blanken Brüste und Hinterteile.
Abgemagert verließ Blaine die Kiste am 19. Oktober 2003, kaum noch in der Lage zu gehen oder zu sprechen. Es folgte ein längerer Krankenhausaufenthalt zur Behandlung einer schweren Unterernährung. In den 44 Tagen in seiner Kiste verlor er 27 kg Körpergewicht.
2007 erschien der Dokumentarfilm A Hunger Artist – Ein Hungerkünstler: David Blaine’s Above the Below von Christof Wolf auf DVD.

### Drowned Alive (2006)

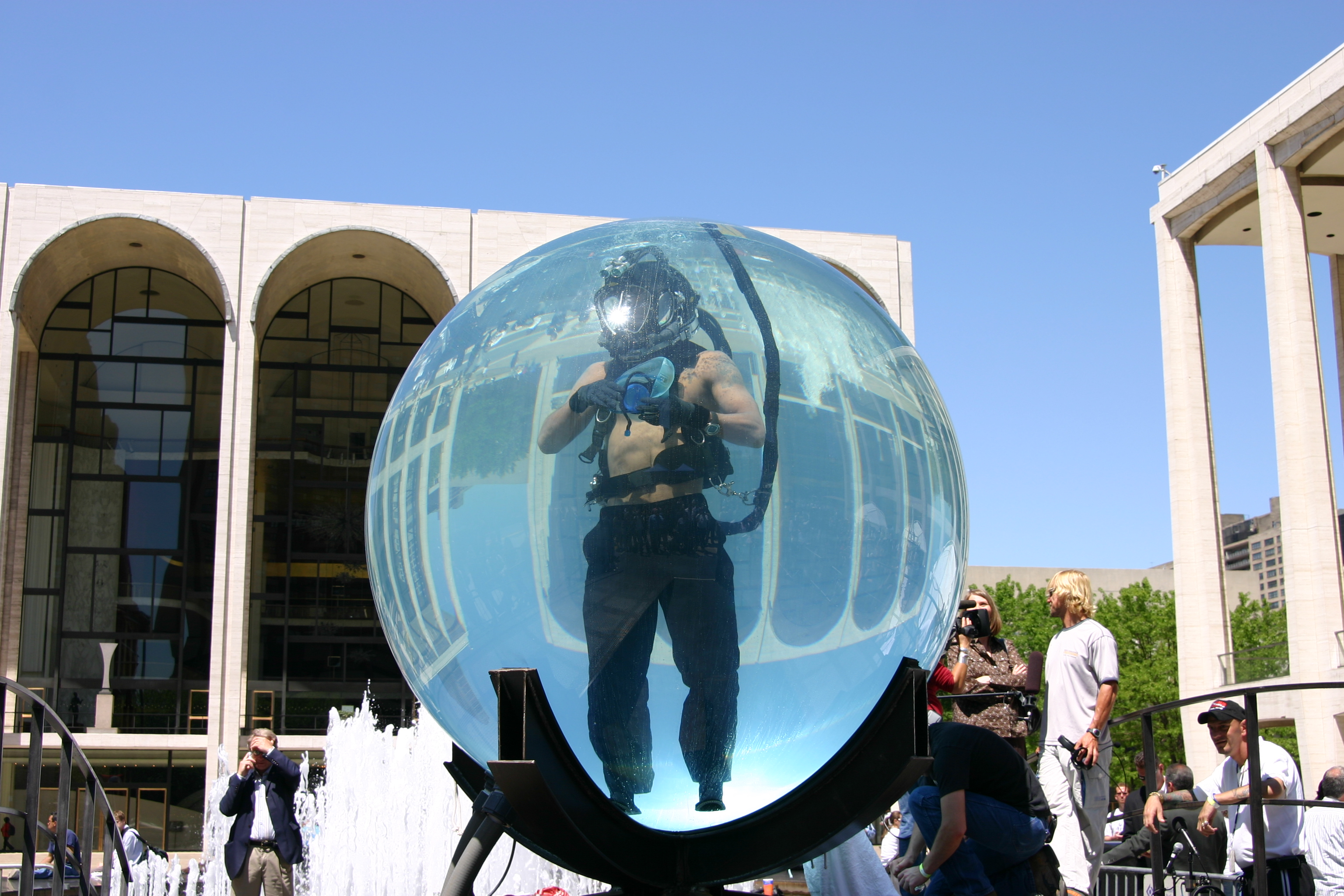
Blaine in der Plexiglaskugel am 4. Mai 2006

Vom 1. Mai 2006 bis zum 8. Mai 2006 befand sich David Blaine für 176 Stunden in einer wassergefüllten Plexiglaskugel vor dem Lincoln Center in New York, mit Luft und Flüssignahrung durch Schläuche versorgt. Nach ca. zwei Tagen rieten ihm die Ärzte abzubrechen, da seine Haut Risse bekam, doch Blaine ignorierte diese Warnung. Zum Abschluss dieser Veranstaltung versuchte er den Weltrekord im Luftanhalten (seinerzeit 8 Minuten und 58 Sekunden, aufgestellt von Tom Sietas) zu brechen, was er jedoch nach 7 Minuten und 8 Sekunden wegen Erschöpfung aufgeben musste.
Die Show endete fast mit einer Tragödie. Blaine verlor die Kontrolle und versuchte trotz seiner Fußketten aufzutauchen. Während seine Sicherungstaucher die Ketten lösten, wurde er ohnmächtig.
Am 30. April 2008 wiederholte David Blaine live in der Oprah Winfrey Show den Versuch, den Weltrekord im Luftanhalten zu brechen; diesmal allerdings nach Präoxygenierung mit hundertprozentigem Sauerstoff. Die vorherige Bestmarke (mit Präoxygenierung) lag bei 16 Minuten und 32 Sekunden, aufgestellt von dem Schweizer Peter Colat. Unter Beobachtung von Vertretern der Guinness World Records gelang es Blaine, seine Atmung für 17 Minuten und 4 Sekunden zu unterbrechen und damit eine neue Rekordmarke zu setzen. 

### Revolution (2006)
Am 18. November 2006 gab Blaine seinen nächsten Stunt bekannt. Er informierte die Presse darüber, dass er in 50 Fuß Höhe an ein Gyroskop gefesselt sein werde, das sich fortwährend um sich selbst drehen werde. Sein Ziel war es, sich von den Fesseln zu befreien, aber erst nachdem er 16 Stunden lang darin umhergewirbelt wurde. Das Gyroskop drehte sich mit 8 Umdrehungen pro Minute um sich selbst, während es über einem leeren Parkplatz in Manhattan nahe dem Times Square hing. Erst nach rund 52 Stunden löste er seine Fesseln und sprang ca. 12 Meter tief auf eine Holzbühne, die er bei der Landung durchschlug. Blaine blieb unverletzt. Der Sponsor dieser Aktion schenkte 100 Kindern und ihren Familien Einkaufsgutscheine über je 500 Dollar.

### Dive of Death (2008)

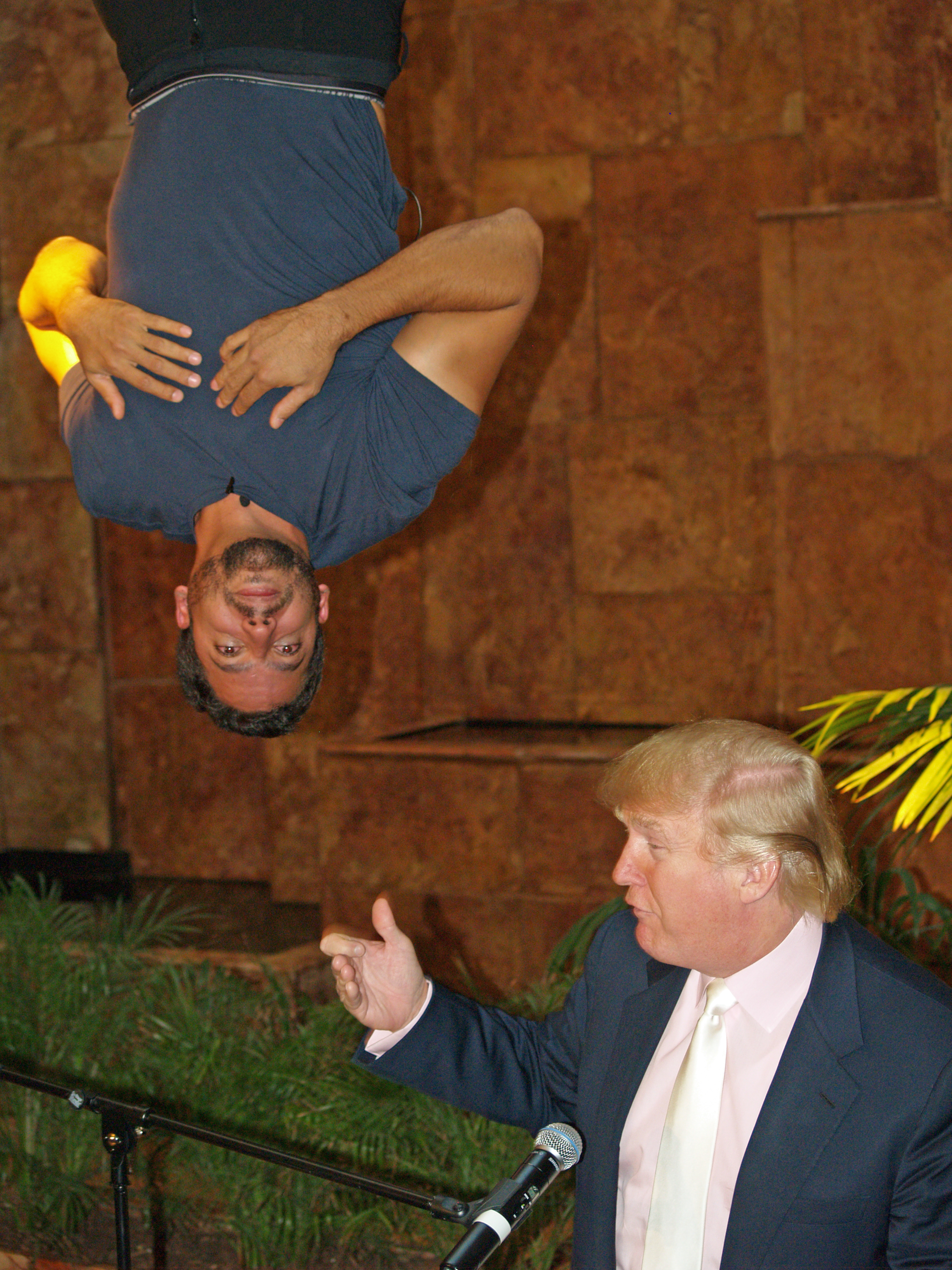
Donald Trump mit David Blaine im Trump Tower (2008)

Am 23. September 2008 ließ sich David Blaine kopfüber an einem Drahtseil über der Eisbahn Wollman Rink im Central Park in New York City aufhängen. Er blieb für über 60 Stunden in dieser Position, die letzten beiden Stunden der Aktion wurden live auf verschiedenen TV-Sendern übertragen. Namensgebend für diese Aktion war der Abschluss durch einen „Todessprung“ (Dive of Death) in die Dunkelheit (23:15 Uhr Ortszeit).

### Dressed for Dinner (2009)
Im September 2009 sprang Blaine vor der Küste von Guadeloupe nur mit einem Smoking bekleidet ins Meer. Er verbrachte mehrere Tage im offenen Wasser, wo er mit knapp zwei Dutzend weißer Haie schwamm. Die Aktion wurde gemeinsam mit dem Herren-Designer Adam Kimmel durchgeführt.

### Bullet Catch (2010)
In seinem Fernsehfilm David Blaine: What Is Magic?, welcher 2010 erschien, fängt Blaine eine von einer Pistole abgefeuerte Kleinkaliber-Patrone (.22) mit einem kleinen Metallbecher in seinem Mund. Der Stunt wurde in Zeitlupe mit 10.000 Bildern pro Sekunde aufgezeichnet.
2015 wiederholte er den Stunt während einer Live-Show vor 20.000 Zuschauern. Die Besonderheit dabei war jedoch, dass Blaine selbst die Patrone auch abschoss.

### Electrified (2012)
Am 5. Oktober 2012 begann Blaine seinen Stunt namens Electrified. Dabei stellte er sich für 73 Stunden auf eine 22 Fuß (ca. 6,7 Meter) hohe Säule, welche von sieben Teslaspulen umgeben war. Die Spulen erzeugten eine Spannung in Höhe von einer Million Volt und waren während des gesamten Stunts direkt auf Blaine gerichtet. Blaine hatte einen 15 Kilogramm schweren Schutzanzug aus Metall an, welcher als Faradayscher Käfig diente.
Die gesamte Aktion wurde live auf YouTube gestreamt und hatte über 400 Millionen Zuschauer.

### Ascension (2020)
Blaine ließ sich in Page, Arizona, von 52 Helium-Ballons in eine Höhe von 7600 m ziehen und landete danach mit einem Fallschirm, welchen er sich während des Aufstiegs erst in einer Höhe von 2200 m angezogen hatte. Der Fallschirm war bis dahin nicht zu sehen, sondern in der Traube der Ballons verborgen.
Dieser Stunt wurde ebenfalls auf YouTube gestreamt und hat mittlerweile über 25 Millionen Aufrufe. In dem fast dreistündigen Livestream erwähnte er auch, dass er diesen Stunt nur wegen seiner Tochter mache, um ihr zu zeigen, dass alles möglich ist, wenn man nur daran glaubt.
Während der mehrjährigen Vorbereitungen musste er für die geplante Aufstiegshöhe eine Pilotenlizenz zum Führen eines Heißluftballons erwerben und absolvierte mehrere hundert Fallschirmsprünge. Zur Vorbereitung auf den Fallschirmsprung wurde er u. a. von Luke Aikins beraten.

## Trivia
Blaine tritt in Staffel 5, Episode 3 der US-Serie South Park in Erscheinung. In der Folge Die Liga der Super Besten Freunde (orig. Super Best Friends) bildet Jesus ein Heldenteam, bestehend aus Mohammed, Buddha, Krishna, Joseph Smith, Laozi und „Sea Man“, um eine Sekte zu stoppen, die sich um Blaine gegründet hat. Die „Blainetologen“ sind eine Anspielung auf die religiöse Bewegung Scientology.

## Bibliografie
- Mysterious Stranger. A Book of Magic. Villard Books, New York 2002, ISBN 0-375-50573-3 (Autobiographie).

## Filmografie
- 1996: David Blaine: Street Magic
- 1998: David Blaine: Magic Man
- 2000: David Blaine: Frozen in Time
- 2002: David Blaine: Vertigo
- 2002: David Blaine: Fearless
- 2003: David Blaine: Above the Below
- 2006: David Blaine: Drowned Alive
- 2008: David Blaine: Dive of Death
- 2010: David Blaine: What Is Magic?
- 2010: David Blaine: Beautiful Struggle
- 2013: David Blaine: Real or Magic
- 2016: David Blaine: Beyond Magic
- 2025: David Blaine: Do not attempt